# Marasmiellus scandens
Marasmiellus scandens är en svampart som först beskrevs av George Edward Massee, och fick sitt nu gällande namn av Dennis & D.A. Reid 1957. Marasmiellus scandens ingår i släktet Marasmiellus och familjen Marasmiaceae.   Inga underarter finns listade i Catalogue of Life.